# Realme X
realme X是realme（OPPO在2018年5月份面向印度市场创立的子品牌，后完全独立）于2019年5月15日在北京发布的一款智能手机。该机于5月25日在中国大陆市场开始销售。realme X搭载高通骁龙710移动处理平台，最高主频达2.2 GHz，采用VOOC闪充3.0技术，预装系统为基于Android Pie(9.0)的ColorOS 6.0。realme X正面搭载6.53英寸三星AMOLED屏幕，屏占比为91.2%，前置1600万像素升降摄像头，后置4800万+500万像素双摄像头，电池容量为3765mAh电池，采用屏下指纹技术。

## 配色和规格
realme X有蒸汽白、朋克蓝两种配色。发售最初官网售价为：
- 4G+64G：1499元
- 6G+64G：1599元
- 8G+128G：1799元

该机另外有8G+128G大师版（洋葱色背板），售价为1899元。

## realme X青春版
realme X青春版有电光紫、氮气蓝两种配色。发售最初官网售价为：
- 4G+64G：1199元
- 6G+64G：1299元
- 6G+128G：1499元